# Saint-Ouen-sur-Maire
Saint-Ouen-sur-Maire ist eine Commune déléguée in der französischen Gemeinde Écouché-les-Vallées mit 92 Einwohnern (Stand: 1. Januar 2022) im Département Orne in der Region Normandie. 
Mit Wirkung vom 1. Januar 2016 wurden die Gemeinden Batilly, La Courbe, Écouché, Loucé, Saint-Ouen-sur-Maire und Serans zu einer Commune nouvelle mit dem Namen Écouché-les-Vallées zusammengeschlossen. Die Gemeinde Saint-Ouen-sur-Maire gehörte zum Arrondissement Argentan und zum Kanton Magny-le-Désert. Der Ort liegt am namengebenden Flüsschen Maire.

## Bevölkerungsentwicklung
| Jahr                      | 1962 | 1968 | 1975 | 1982 | 1990 | 1999 | 2006 | 2013 |
| Einwohner                 | 79   | 93   | 91   | 130  | 129  | 112  | 109  | 104  |
| Quelle: Cassini und INSEE |      |      |      |      |      |      |      |      |

## Sehenswürdigkeiten
- Kirche Saint-Ouen